# AT&T 모빌리티
AT&T 모빌리티 LLC(AT&T Mobility LLC, 간단히 AT&T)는 AT&T에서 소유한 자회사로서, 푸에르토리코와 미국령 버진아일랜드를 포함하여 미국에서 무선 서비스를 제공한다. AT&T 모빌리티는 미국과 푸에르토리코에서 버라이즌 와이어리스 다음으로 두 번째로 큰 무선 통신 공급자다. AT&T 모빌리티는 애틀랜타 외곽의 레녹스 파크에 본사를 두고 있다.
예전 이름은 Cingular Wireless LLC이었는데, AT&T에서 인수해서 사명을 변경하였다.

## 같이 보기
- AT&T